# We (Don’t) Care
We (Don’t) Care — дебютный мини-альбом музыкального коллектива MGMT, на тот момент известного как Management, издан в 2004 году.

## Об альбоме
We (Don’t) Care был записан группой в Атенс (штат Джорджия) при поддержке Билли Беннетта и был выпущен для распространения в интернет и поиска поддержки среди лейблов. Продюсирование релиза не привлекло внимания деятелей музыкальной индустрии, но несмотря на это MGMT продолжили создавать и обрабатывать композиции. Стоит отметь, что из-за многих семплов, а также из-за Лоу-фай звучания работа не была принята лейблами. Большая часть песен была переписана и включена в последующие релизы группы. «We Care», «We Don’t Care» and «Grutu (Just Becuz)» вошли в демоальбом «Climbing to New Lows», а обработанная «Kids», которая впоследствии стала визитной карточкой группы и хитом, привлекло продюсеров со стороны независимого лейбла Cantora.

## Список композиций
Слова и музыка всех песен — Эндрю Ванвингарден, Бэн Голдвассер.
| №                   | Название                         | Длительность |
| ------------------- | -------------------------------- | ------------ |
| 1.                  | «We Care»                        | 5:05         |
| 2.                  | «Everything's Happenin' So Fast» | 3:30         |
| 3.                  | «Love Always Remains»            | 5:33         |
| 4.                  | «Grutu (Just Becuz)»             | 3:29         |
| 5.                  | «Kids»                           | 5:11         |
| 6.                  | «We Don't Care»                  | 3:56         |
| Общая длительность: | Общая длительность:              | 26:08        |

## Участники записи
- Эндрю Ванвингарден — вокал, гитара, клавишные, бас-гитара, ударные, драм-машина
- Бэн Голдвассер — вокал, клавишные, гитара, драм-машина, микширование
- Билли Беннетт — микширование, драм-машина